# N975 (België)
De N975 is een gewestweg in de Belgische provincies Henegouwen en Namen. Deze weg verbindt Châtelet met Corenne.
De totale lengte van de N975 bedraagt ongeveer 25 kilometer.

## Plaatsen langs de N975
- Châtelet
- Bouffioulx
- Acoz
- Gerpinnes
- Hymiée
- Hanzinne
- Hanzinelle
- Donveau
- Morialmé
- Florennes
- Corenne